# Liste der Kulturdenkmäler in Rüdesheim (Nahe)
In der Liste der Kulturdenkmäler in Rüdesheim sind alle Kulturdenkmäler der rheinland-pfälzischen Ortsgemeinde Rüdesheim aufgeführt. Grundlage ist die Denkmalliste des Landes Rheinland-Pfalz (Stand: 2. August 2023).

## Einzeldenkmäler
| Bezeichnung         | Lage                          | Baujahr                           | Beschreibung | Bild            |
| ------------------- | ----------------------------- | --------------------------------- | --- | --------------- |
| Wohnhaus            | Kurt-Schumacher-Straße 1 Lage | erste Hälfte des 18. Jahrhunderts | barockes Fachwerkhaus, erste Hälfte des 18. Jahrhunderts                                                                                            | Fotos hochladen |
| Wohnhaus            | Nahestraße 30 Lage            | 1699                              | barockes Fachwerkhaus, bezeichnet 1699 | Fotos hochladen |
| Evangelische Kirche | Nahestraße 36 Lage            |                                   | ehemals St. Georg; spätgotischer Saalbau, barock überformt, bezeichnet 1743 und 1898 (Reparatur), Kampanile nach 1945                               | BW              |
| Kriegerdenkmal      | Nahestraße, vor Nr. 36 Lage   | 1922                              | Kriegerdenkmal 1914/18, Relief-Schauwand, neuklassizistische und expressionistischen Stilelemente, 1922, Bildhauer Arthur Zimmermann, Bad Kreuznach | BW              |
| Villa               | Nahestraße 58 Lage            | 1906                              | Villa, teilweise Fachwerk, Jugendstil, 1906, Architekt Zimmermann                                                                                   | BW              |
| Gemeindehaus        | Roxheimer Straße 2 Lage       | um 1920/30                        | ehemalige Schule; Heimatschutzstil, Wandbrunnen, um 1920/30                                                                                         | Fotos hochladen |
| Wohnhaus            | Schäferstraße 1 Lage          | Anfang des 18. Jahrhunderts       | barockes Fachwerkhaus, verputzt, Anfang des 18. Jahrhunderts                                                                                        | BW              |